# Arianização

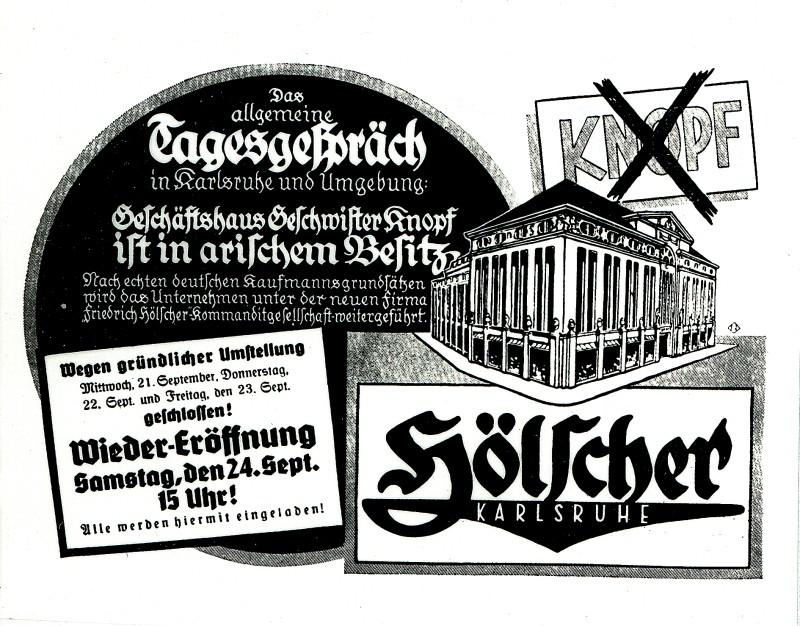
Anúncio no jornal Der Fuehrer de 22 de setembro de 1938 sobre a arianização em favor dos Hoelscher da loja de departamentos antes pertencente à Johanna e Max Knopf.

O termo arianização (em alemão:  arisierung) foi cunhado durante o período do nazismo, referindo-se à expulsão forçada dos chamados "não-arianos", na maioria judeus, da vida de negócios da Alemanha Nazista e dos territórios por ela controlados.
A ação, que já vinha sendo aplicada desde 1935 sob a justificativa de se tratar de uma simples "restituição", era pautada pela transferência das propriedades e empresas dos judeus para "mãos arianas", retirando os judeus da economia alemã.
Literalmente, 'arianização' significa "tornar ariano". Fundamentalmente, o conceito é baseado na ideologia da "supremacia da raça ariana" e propunha a germanização da Europa.
O processo começou destituindo suas vítimas de seus bens e propriedades, depois de seus direitos sociais mais básicos e terminou com o holocausto.

## Arianização no cinema
- Obchod na Korze (A Pequena Loja da Rua Principal) - vencedor do Óscar de melhor filme estrangeiro de 1965.